# Strongylosoma setigerum
Strongylosoma setigerum är en mångfotingart som beskrevs av Carl Graf Attems 1951. Strongylosoma setigerum ingår i släktet Strongylosoma och familjen orangeridubbelfotingar. Inga underarter finns listade i Catalogue of Life.